# Soings-en-Sologne

Soings-en-Sologne este o comună în departamentul Loir-et-Cher, Franța. În 1 ianuarie 2022 avea o populație de 1.570 de locuitori.